# マリオカート アーケードグランプリ2
『マリオカート アーケードグランプリ2』（MARIO KART ARCADE GP 2）は、任天堂・マリオカートシリーズのアーケードゲーム版である。バンダイナムコゲームス（現在のバンダイナムコエンターテインメント）が開発した。2007年3月中旬から稼働を開始した。約6年4ヶ月振りの続編にあたる『マリオカート アーケードグランプリDX』が、2013年7月25日に稼働を開始した。

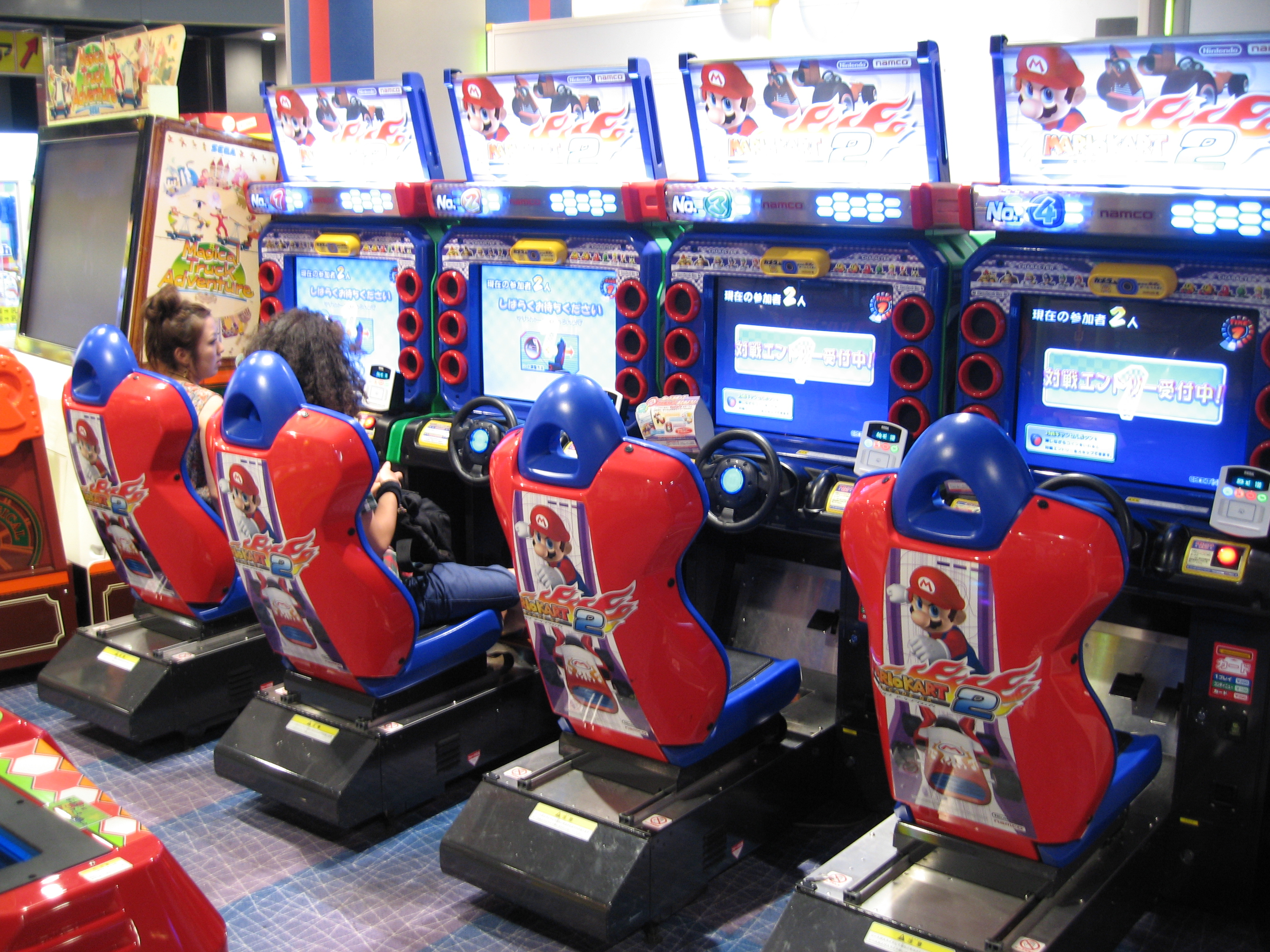
日本版の筐体

## 概要
- 今作から音声実況が搭載された。実況は山寺宏一が担当。
- カード挿入時に表示されるカードに記録されている内容の確認でハンドルの左右で実況の設定のON/OFFの切り替えが、足元のブレーキで、1Pモード時の写真撮影のON/OFFの切り替えが可能（前作はハンドルの左右で音量の変更が出来たが、本作では音量の変更が出来なくなった）。
- マリオカードに記録されている前作のデータの引き継ぎが可能（一度引き継ぐと前作では二度と使えなくなる）。
  - ただし、一部のアイテム・プラスアイテム・うらカップのクリアデータ等は引き継げない。表カップに関してはクリアしたカップおよびラウンドは免除されるが、レインボーカップは例外。
- いわゆるポイントにあたる「マリオコイン」が追加。一定枚数集めると、キャラクターごとの専用カートや、アイテム、写真のフレームなどが解放されていく。手に入る順番と必要なマリオコインの枚数は完全に固定となっている。
- 前作の11キャラクターに加えて、新たにワルイージと、旧ナムコがバンダイのコンシューマーゲーム事業部署を吸収し、バンダイナムコゲームスに社名変更したことにより、バンダイの看板ゲーム作品たまごっちのまめっちが参戦。
- 1枚のカードで、どのキャラクターでも毎回選択して使用可能になった（前作はカード制作時に決めたキャラのみ使用出来た）。カード自体は前作用の物をそのまま使っているので、ドライバー欄については、店内対戦成績が代わりに印字される。また、前作での対戦成績印字位置に、マリオコイン獲得数が印字される。
- 50ccよりも少し速い100ccクラスが追加され、最初から3つのクラスのどれでも選択可能。カードのグランプリモード進行度欄には、グランプリへ最後に参加したクラスと、そのクラスで得たカップが印字されるようになった。
- 前作の6カップに加え、新たにヨッシーカップ・ワルイージカップが追加され、合計8カップ・16コース・32ラウンドとなった。
- 前作では4ラウンド目をクリアした後に、そのカップのミニゲームもクリアしなければならなかったが、本作では4コース目をクリアした時点で制覇となり、その後にボーナスとして挑戦する形になった。
- 幼児向けに、5秒間アクセルを踏まないでいるとアクセル操作なしでも走れるオートアクセル機能を搭載（50cc・100ccクラスのみ）。
- 前作のフレームに加えて新しいフレームが追加し、フレーム撮影なしが可能。
- 新アイテムが追加されたが、プラスアイテムはなくなった。